# Белёвский район
Белёвский район — административно-территориальная единица (район) и муниципальное образование (муниципальный район) в Тульской области России. Население - 18 494 человека (2024).
Административный центр — город Белёв.

## География
Белёвский район расположен на юго-западе Тульской области в центральной части Русской равнины, в северной части Среднерусской возвышенности. Район граничит с Суворовским, Одоевским и Арсеньевским районами Тульской области, с Козельским и Ульяновским районами Калужской области, с Болховским районом Орловской области.
Протяженность с севера на юг — 42,5 км, с востока на запад — 40 км. Площадь территории района — 1190 км². Основные реки — Ока, Вырка, Сетуха, Бобрик, Руки.
Климат — умеренно-континентальный, характеризуется умеренно холодной зимой и теплым летом. Среднегодовая температура +5 °C (стандартное отклонение 11 °C), средняя температура января −10 °C, июля +20 °C. Продолжительность периода с положительными температурами составляет 220—225 дней. Среднегодовая сумма осадков составляет — 524 мм, 70 % осадков выпадает в теплый период, зимние осадки имеют меньшую интенсивность, но большую продолжительность. Зимы характеризуются наличием метелей, их наибольшее количество наблюдается в январе и феврале. Среднее число дней с метелями за год составляет 28, наибольшее — 58. Преобладающими ветрами являются юго-западные и западные ветра.

## История

### XIV—XIX века
Впервые Белёв с окрестностями упомянут в Ипатьевской летописи в 1147 году в связи с феодальной междоусобицей в Чернигово-Северской земле. В XII—XIV веках Белёв с землями входил в состав Киевского, затем Черниговского и Новосильско-Одоевского княжества. В конце XIV века Белёв стал столицей удельного княжества Белёвского княжества. Первым князем стал Василий Романович — старший сын князя Романа Семёновича Новосильского и Одоевского.
Регион был ареной дипломатической и военной борьбы Московского и Литовского государств, а также местом постоянных столкновений с крымскими татарами. Князья Белёвские были заметными военными и государственными деятелями, участвующими в этих конфликтах. На протяжении XVI — первой половины XVII века Белёвское княжество являлось важным пунктом обороны на юго-западе страны. В первой трети XVI века на левом берегу реки Белёвка и реки Ока построена крепость.
В 1436—1437 годах белёвский удел-вотчина был занят на имя великого князя московского Василия II, а белёвские князья сосланы в Волок Ламский на правах служилых. Зимой 1437—1438 годов белёвские земли с разрешения Василия II заняты отрядом изгнанного из Золотой Орды хана Улу-Мухаммеда с его войском. 4-5 декабря 1437 года в битве на реке Белевке татарами было разгромлено превосходящее по численности московское войско Дмитрия Шемяки и Дмитрия Красного. В начале 1450-х годов белёвским князьям были возвращены их уделы-вотчины с восстановлением их в правах владения.
В 1536 году в сражении близ Темрянь русское войско под руководством Белёвского воевода С. С. Левшина разгромило и обратило в бегство татарское войско. В бою убит их предводитель — Гирей калга. В 1550 году отбиты крымские и ногайские татары. В 1566 году завершено строительство Большой засечной черты, которая протянулась от р. Жиздры на Белёв, Тулу и Переслав-Рязанский. По территории района проходило три линии укреплений. В связи с передвижением границы Московского государства на юг, со второй половины XVII века район становится мощным торгово-купеческим центром, с крупнейшими пристанями на Оке, через которые на север России перенаправлялись значительные потоки грузов.
В Российской империи образованный Белёвский уезд по своим границам во многом повторял пределы Белёвского княжества и в административном отношении с начала XVIII века последовательно входил в Смоленскую, Киевскую, Белгородскую губернии и в 1797 году включён в состав Тульской губернии.
В марте 1861 года в церквях Белёвского уезда обнародован высочайший Манифест об освобождении крестьян от крепостной зависимости. Крестьян, вышедших из крепостной зависимости, было 80 % в общей массе крестьянского населения уезда. Они получили в надел по уставным грамотам в среднем 2,8 десятины земли, а государственные — 4,8 десятины земли.
В 1897 году состоялась первая перепись населения Российской империи, по которой в уезде проживало 78 289 человек, в том числе 9 562 в Белёве. В августе того же года начато строительство Данково-Смоленской линии Рязано-Уральской железной дороги, прошедшей через Белёв. Осенью 1899 года была построена железнодорожная станция Белёв, паровозное депо и ремонтные мастерские.
- Железнодорожный вокзал в Белёве
- Воскресенская улица в Белёве

### XX век
16 апреля 1912 года в Белёвском уезде учителями начальных школ создано Белёвское научно-образовательное и художественное общество, целью которого было предоставление жителям уезда информации о достижениях науки, изучение местного края, а также образование населения уезда.
5-7 марта 1917 года, вскоре после отречении Николая II от престола, был образован Белёвский уездный исполнительный комитет во главе с председателем Земской управы Фёдором Евгеньевичем Арбузовым, взявший власть в городе и уезде в свои руки. 8-9 марта марта в церквях Белёвского уезда обнародовано воззвание архиепископа Тульского и Белёвского Парфения к прихожанам Тульской епархии с призывом повиноваться новой власти. В том же месяце был образован Белёвский Совет рабочих и солдатских депутатов. 29 мая 1917 года создан Белёвский уездный земельный комитет Временного правительства России. 19-21 ноября 1917 года в Белёвском уезде проходило голосование по выборам в Учредительное собрание, на котором наибольшее количество голосов подано за списки эсеров (18582), большевики (9171), кадетов (2768) меньшевики (980).
29 января 1918 года Белёвский уездный съезд Советов рабочих, крестьянских и солдатских депутатов провозгласил установление советской власти в Белёве и Белёвском уезде.
Белёвский район образован 28 марта 1924 года в результате районирования в составе Белёвского уезда Тульской губернии.
С 1926 года после упразднения уездов в прямом подчинении Тульской губернии.
12 июля 1929 года в результате упразднения губерний вошёл в состав Тульского округа (упразднён 23 июля 1930) Московской области. В состав района на тот момент входили сельсоветы: Алтуховский, Астафьевский, Бабынинский, Бакинский, Башкинский, Бедринецкий, Бесединский, Бобриковский, Болотский, Бутырский, Величневский, Верхне-Савинский, Вязовенский, Ганьшенский, Давыдовский, Жабынский, Зайцевский, Ивановский, Карманьевский, Кожуровский, Кочеровский, Кстищевский, Кузнецовский, Кураковский, Мишенский, Новодолецкий, Петрищевский, Погорельский, Пронинский, Семеновский, Сенюхинский, Старосельский, Стрелецкий, Сухочевский, Сытчевский, Таратухинский, Фединский, Челюскинский и Черногрязевский. В то же время к нему были присоединены Будоговищенский, Воронецкий и Железницкий с/с Комаревского района, а также Березовский, Зюзневский, Карачевский, Марковский, Ретюньский и Свинский с/с бывшей Берёзовской волости Лихвинского уезда Калужской губернии.
26 сентября 1937 года район вошёл в состав вновь образованной Тульской области.

## Население

### Общие сведения
Демографическая ситуация в районе характеризуется продолжающимся процессом естественной убыли населения, связанной с высоким уровнем смертности и низким уровнем рождаемости. За период январь-декабрь 2022 года родилось 122 младенца что меньше соответствующего периода прошлого года на 20 человек (на 14,1 %). Число умерших в январе — декабре 2022 года уменьшилось на 74 человек (на 16,9 %) в сравнении с январем — декабрем 2021 года и составило 365 человек. Число умерших превысило число родившихся в 3 раза. Определяющим фактором снижения численности населения остается процесс депопуляции, то есть превышение числа смертей над рождениями. При сохранении данной тенденции изменения численности населения среднегодовая численность населения в Белёвском районе к 2025 году составит 18,0 тыс. человек.
| 1959    | 1970    | 1979    | 1989    | 2002    | 2009    | 2010    | 2011    | 2012    |
| ------- | ------- | ------- | ------- | ------- | ------- | ------- | ------- | ------- |
| 50 999  | ↘42 820 | ↘34 526 | ↘30 124 | ↘24 912 | ↘21 823 | ↘20 952 | ↘20 876 | ↘20 663 |
| 2013    | 2014    | 2015    | 2016    | 2017    | 2018    | 2019    | 2020    | 2021    |
| ↘20 532 | ↘20 388 | ↘20 354 | ↘20 298 | ↘20 005 | ↘19 703 | ↘19 256 | ↘18 891 | ↗19 186 |

### Урбанизация
Городское население (город Белёв) составляет 66,43 % от всего населения района.

### Национальный состав
По итогам переписи населения 2020 года проживали следующие национальности (национальности менее 0,1 % и другое см. в сноске к строке «Другие»):
| Национальность | Численность, чел. | Доля     |
| -------------- | ----------------- | -------- |
| Русские        | 17 492            | 91,17 %  |
| Украинцы       | 124               | 0,65 %   |
| Даргинцы       | 123               | 0,64 %   |
| Армяне         | 115               | 0,60 %   |
| Азербайджанцы  | 111               | 0,58 %   |
| Таджики        | 80                | 0,42 %   |
| Грузины        | 47                | 0,24 %   |
| Молдаване      | 37                | 0,19 %   |
| Татары         | 32                | 0,17 %   |
| Цыгане         | 25                | 0,13 %   |
| Рутульцы       | 21                | 0,11 %   |
| Другие         | 979               | 5,10 %   |
| Итого          | 19 186            | 100,00 % |

## Территориальное деление

### Административно-территориальное устройство
Белёвский район в рамках административно-территориального устройства включает город районного подчинения и 16 сельских округов:
| №     | Административно- территориальная единица | Код ОКАТО  | Население 2002 (чел.) | Соответствие сельскому поселению |
| ----- | ---------------------------------------- | ---------- | --------------------- | -------------------------------- |
| 1e-06 | Город районного подчинения:              |            |                       |                                  |
| 2e-06 | Белёв                                    | 70 206 501 |                       |                                  |
| 3e-06 | Сельские округа:                         |            |                       |                                  |
| 1     | Астафьевский сельский округ              | 70 206 804 | 303                   | СП Правобережное                 |
| 2     | Беляевский сельский округ                | 70 206 844 | 660                   | СП Правобережное                 |
| 3     | Берёзовский сельский округ               | 70 206 812 | 275                   | СП Левобережное                  |
| 4     | Бобриковский сельский округ              | 70 206 816 | 991                   | СП Левобережное                  |
| 5     | Богдановский сельский округ              | 70 206 820 | 322                   | СП Правобережное                 |
| 6     | Болотский сельский округ                 | 70 206 824 | 652                   | СП Правобережное                 |
| 7     | Давыдовский сельский округ               | 70 206 840 | 326                   | СП Левобережное                  |
| 8     | Жуковский сельский округ                 | 70 206 848 | 1005                  | СП Левобережное                  |
| 9     | Ивановский сельский округ                | 70 206 852 | 517                   | СП Левобережное                  |
| 10    | Кожуровский сельский округ               | 70 206 828 | 282                   | СП Правобережное                 |
| 11    | Кураковский сельский округ               | 70 206 860 | 918                   | СП Правобережное                 |
| 12    | Мишенский сельский округ                 | 70 206 864 | 602                   | СП Левобережное                  |
| 13    | Новодолецкий сельский округ              | 70 206 872 | 746                   | СП Левобережное                  |
| 14    | Ровенский сельский округ                 | 70 206 876 | 520                   | СП Левобережное                  |
| 15    | Слободской сельский округ                | 70 206 880 | 238                   | СП Левобережное                  |
| 16    | Таратухинский сельский округ             | 70 206 884 | 472                   | СП Левобережное                  |

### Муниципальное устройство
В муниципальный район входят одно городское и два сельских поселения:
| №        | Муниципальное образование | Административный центр | Количество населённых пунктов | Население (чел.) | Площадь (км²) |
| -------- | ------------------------- | ---------------------- | ----------------------------- | ---------------- | ------------- |
| 1e-06    | Городское поселение:      |                        |                               |                  |               |
| 1        | город Белёв               | город Белёв            | 1                             | ↗12 746          | 11,41         |
| 1.000002 | Сельские поселения:       |                        |                               |                  |               |
| 2        | Левобережное              | село Жуково            | 117                           | ↗4219            | 643,45        |
| 3        | Правобережное             | село Болото            | 53                            | ↘2121            | 535,16        |

В 2006 году в муниципальном районе были образованы 1 городское и 4 сельских поселения. В 2014 году были упразднены сельские поселения Болотское и Кожуровское (объединены в Правобережное), Бобриковское и Жуковское (объединены в Левобережное).

## Населённые пункты
| №   | Населённый пункт      | Тип              | Население (чел.) | Муниципальное образование | Сельский округ |
| --- | --------------------- | ---------------- | ---------------- | ------------------------- | -------------- |
| 1   | Абинь                 | деревня          | 16               | Правобережное             | Кожуровский    |
| 2   | Александровка         | деревня          | 11               | Левобережное              | Мишенский      |
| 3   | Алексеевка            | деревня          | 0                | Правобережное             | Кураковский    |
| 4   | Алтухово              | деревня          | 1                | Левобережное              | Новодолецкий   |
| 5   | Алтуховский           | посёлок          | 0                | Левобережное              | Новодолецкий   |
| 6   | Алферово              | деревня          | 14               | Левобережное              | Давыдовский    |
| 7   | Артемовка             | деревня          | 1                | Левобережное              | Новодолецкий   |
| 8   | Астафьево             | деревня          | ↘203             | Правобережное             | Астафьевский   |
| 9   | Бакино                | деревня          | 9                | Левобережное              | Таратухинский  |
| 10  | Башкино               | деревня          | 22               | Левобережное              | Новодолецкий   |
| 11  | Белёв                 | город            | ↗12 746          | город Белёв               |                |
| 12  | Белёвское Лесничество | посёлок          | 3                | Правобережное             | Болотский      |
| 13  | Беляево               | деревня          | ↗241             | Правобережное             | Беляевский     |
| 14  | Береговая             | деревня          | ↘74              | Левобережное              | Жуковский      |
| 15  | Берёзово              | деревня          | ↘238             | Левобережное              | Березовский    |
| 16  | Беседино              | деревня          | 16               | Левобережное              | Жуковский      |
| 17  | Бобрики               | посёлок          | ↗502             | Левобережное              | Бобриковский   |
| 18  | Богданово             | деревня          | ↘191             | Правобережное             | Богдановский   |
| 19  | Болото                | село             | ↘405             | Правобережное             | Болотский      |
| 20  | Болтенки              | деревня          | 21               | Левобережное              | Жуковский      |
| 21  | Большое Самолково     | деревня          | 11               | Левобережное              | Таратухинский  |
| 22  | Борисовка             | деревня          | 4                | Левобережное              | Новодолецкий   |
| 23  | Борково               | деревня          | 29               | Левобережное              | Новодолецкий   |
| 24  | Боровна               | деревня          | 13               | Правобережное             | Кураковский    |
| 25  | Боровое               | деревня          | 10               | Левобережное              | Новодолецкий   |
| 26  | Будоговищи            | деревня          | ↘101             | Правобережное             | Беляевский     |
| 27  | Булычево              | деревня          | 5                | Правобережное             | Болотский      |
| 28  | Бутырки               | деревня          | 6                | Правобережное             | Богдановский   |
| 29  | Веженка               | посёлок разъезда | 15               | Правобережное             | Болотский      |
| 30  | Верхние Дольцы        | деревня          | 18               | Левобережное              | Новодолецкий   |
| 31  | Верхние Савинки       | деревня          | 0                | Правобережное             | Астафьевский   |
| 32  | Вишнёвая              | деревня          | 3                | Левобережное              | Слободской     |
| 33  | Володьково            | деревня          | 13               | Правобережное             | Кураковский    |
| 34  | Вязовна               | деревня          | 11               | Правобережное             | Богдановский   |
| 35  | Гамово                | деревня          | 16               | Правобережное             | Беляевский     |
| 36  | Ганьшино              | деревня          | 53               | Левобережное              | Жуковский      |
| 37  | Ганьшинский           | посёлок          | 50               | Левобережное              | Жуковский      |
| 38  | Георгиевка            | деревня          | 9                | Правобережное             | Кураковский    |
| 39  | Горбуново             | деревня          | 11               | Правобережное             | Кураковский    |
| 40  | Городна               | деревня          | 1                | Правобережное             | Астафьевский   |
| 41  | Губино                | деревня          | 0                | Правобережное             | Кожуровский    |
| 42  | Давыдово              | деревня          | ↗177             | Левобережное              | Давыдовский    |
| 43  | Дмитриевка            | деревня          | 4                | Правобережное             | Болотский      |
| 44  | Долбино               | деревня          | 5                | Левобережное              | Ровенский      |
| 45  | Долбинский            | посёлок          | 0                | Левобережное              | Жуковский      |
| 46  | Дубна                 | деревня          | 2                | Левобережное              | Слободской     |
| 47  | Дулино                | деревня          | 3                | Левобережное              | Березовский    |
| 48  | Жабынь                | посёлок          | 25               | Правобережное             | Кураковский    |
| 49  | Железница             | деревня          | ↘94              | Правобережное             | Беляевский     |
| 50  | Животово              | деревня          | 4                | Правобережное             | Кожуровский    |
| 51  | Жуково                | село             | ↗597             | Левобережное              | Жуковский      |
| 52  | Жуковские Выселки     | посёлок          | 11               | Левобережное              | Новодолецкий   |
| 53  | Зайцево               | деревня          | ↘128             | Левобережное              | Бобриковский   |
| 54  | Зверево               | деревня          | 5                | Левобережное              | Березовский    |
| 55  | Зелёная               | деревня          | 19               | Правобережное             | Астафьевский   |
| 56  | Зеново                | деревня          | 13               | Левобережное              | Ивановский     |
| 57  | Зубково               | деревня          | ↘191             | Левобережное              | Новодолецкий   |
| 58  | Зюзнево               | деревня          | 4                | Левобережное              | Слободской     |
| 59  | Иваново               | деревня          | ↘226             | Левобережное              | Ивановский     |
| 60  | Иваньково             | деревня          | 3                | Левобережное              | Березовский    |
| 61  | Игнатьево             | деревня          | 72               | Левобережное              | Бобриковский   |
| 62  | Ильино                | деревня          | 1                | Левобережное              | Давыдовский    |
| 63  | Ишутино               | деревня          | 23               | Левобережное              | Жуковский      |
| 64  | Какурино              | деревня          | 3                | Левобережное              | Давыдовский    |
| 65  | Кализна               | деревня          | 59               | Левобережное              | Мишенский      |
| 66  | Каменка               | деревня          | 12               | Левобережное              | Ровенский      |
| 67  | Каратеево             | деревня          | 1                | Правобережное             | Астафьевский   |
| 68  | Карлово               | деревня          | 5                | Левобережное              | Таратухинский  |
| 69  | Карманье              | деревня          | 3                | Правобережное             | Кураковский    |
| 70  | Карцово               | деревня          | 12               | Левобережное              | Ровенский      |
| 71  | Каталаново            | деревня          | 1                | Левобережное              | Жуковский      |
| 72  | Кашово                | деревня          | 9                | Правобережное             | Богдановский   |
| 73  | Кащеево               | деревня          | 5                | Левобережное              | Давыдовский    |
| 74  | Киселевка             | деревня          | 0                | Правобережное             | Кожуровский    |
| 75  | Ключниково            | деревня          | 0                | Левобережное              | Новодолецкий   |
| 76  | Ключниковские Выселки | посёлок          | 8                | Левобережное              | Новодолецкий   |
| 77  | Кожурово              | деревня          | 77               | Правобережное             | Кожуровский    |
| 78  | Козино                | деревня          | 11               | Левобережное              | Ивановский     |
| 79  | Кондратово            | деревня          | 0                | Левобережное              | Ивановский     |
| 80  | Конново               | деревня          | 19               | Левобережное              | Березовский    |
| 81  | Коптево               | деревня          | 0                | Левобережное              | Бобриковский   |
| 82  | Кочерово              | деревня          | 22               | Левобережное              | Новодолецкий   |
| 83  | Красный Пахарь        | деревня          | 8                | Правобережное             | Богдановский   |
| 84  | Кстищи                | деревня          | 0                | Левобережное              | Березовский    |
| 85  | Кудрино               | деревня          | 7                | Левобережное              | Ивановский     |
| 86  | Кузнецово             | деревня          | 4                | Левобережное              | Ровенский      |
| 87  | Кузнецовский          | посёлок          | 1                | Левобережное              | Ровенский      |
| 88  | Кунилово              | деревня          | 0                | Левобережное              | Ивановский     |
| 89  | Кураково              | деревня          | ↘356             | Правобережное             | Кураковский    |
| 90  | Курентяево            | деревня          | 0                | Левобережное              | Слободской     |
| 91  | Куриловка             | деревня          | 10               | Правобережное             | Кожуровский    |
| 92  | Ламоново              | деревня          | ↘94              | Левобережное              | Жуковский      |
| 93  | Леонтьево             | деревня          | 13               | Левобережное              | Мишенский      |
| 94  | Лиховищи              | деревня          | 23               | Левобережное              | Мишенский      |
| 95  | Луна                  | посёлок          | 0                | Левобережное              | Бобриковский   |
| 96  | Малое Самолково       | деревня          | 5                | Левобережное              | Таратухинский  |
| 97  | Марково               | деревня          | 26               | Левобережное              | Давыдовский    |
| 98  | Маршуково             | деревня          | 13               | Левобережное              | Таратухинский  |
| 99  | Марьинский            | посёлок          | 2                | Левобережное              | Новодолецкий   |
| 100 | Маслово               | деревня          | 0                | Левобережное              | Жуковский      |
| 101 | Ментелово             | село             | 25               | Левобережное              | Новодолецкий   |
| 102 | Михнево               | деревня          | 0                | Левобережное              | Бобриковский   |
| 103 | Мишенское             | село             | ↘116             | Левобережное              | Мишенский      |
| 104 | Многополье            | деревня          | 1                | Правобережное             | Кураковский    |
| 105 | Мокрищево             | деревня          | 2                | Левобережное              | Слободской     |
| 106 | Монастырский          | посёлок          | 0                | Левобережное              | Ивановский     |
| 107 | Мочилки               | деревня          | 3                | Левобережное              | Таратухинский  |
| 108 | Мощёны                | деревня          | 8                | Левобережное              | Ивановский     |
| 109 | Нижние Савинки        | деревня          | 15               | Правобережное             | Астафьевский   |
| 110 | Николаевка            | деревня          | 8                | Левобережное              | Бобриковский   |
| 111 | Николо-Гастунь        | село             | 55               | Левобережное              | Ивановский     |
| 112 | Новая Велична         | деревня          | 50               | Правобережное             | Кожуровский    |
| 113 | Новые Дольцы          | деревня          | ↘278             | Левобережное              | Новодолецкий   |
| 114 | Пахинские Выселки     | посёлок          | 11               | Левобережное              | Ровенский      |
| 115 | Пашково               | деревня          | 2                | Левобережное              | Давыдовский    |
| 116 | Передель              | деревня          | 0                | Левобережное              | Березовский    |
| 117 | Песковатое            | деревня          | 21               | Правобережное             | Беляевский     |
| 118 | Петрищево             | деревня          | 54               | Левобережное              | Бобриковский   |
| 119 | Петрово               | деревня          | 6                | Левобережное              | Таратухинский  |
| 120 | Подгорная             | деревня          | 3                | Левобережное              | Березовский    |
| 121 | Полевая               | деревня          | 17               | Левобережное              | Давыдовский    |
| 122 | Поляны                | деревня          | 6                | Левобережное              | Ивановский     |
| 123 | Прокино               | деревня          | 10               | Левобережное              | Таратухинский  |
| 124 | Пронино               | деревня          | 5                | Левобережное              | Таратухинский  |
| 125 | Пронино               | село             | 17               | Правобережное             | Болотский      |
| 126 | Пятилетка             | посёлок          | 0                | Левобережное              | Бобриковский   |
| 127 | Ретюнь                | деревня          | 5                | Левобережное              | Слободской     |
| 128 | Ровно                 | посёлок          | ↘250             | Левобережное              | Ровенский      |
| 129 | Рождественка          | деревня          | 0                | Правобережное             | Болотский      |
| 130 | Рука                  | деревня          | 5                | Левобережное              | Мишенский      |
| 131 | Рядово                | деревня          | 0                | Левобережное              | Жуковский      |
| 132 | Рязанцево             | деревня          | 1                | Левобережное              | Мишенский      |
| 133 | Садовая               | деревня          | 8                | Левобережное              | Мишенский      |
| 134 | Сальково              | деревня          | 0                | Левобережное              | Ивановский     |
| 135 | Семеновское           | село             | 12               | Правобережное             | Болотский      |
| 136 | Семьюново             | деревня          | 17               | Правобережное             | Кожуровский    |
| 137 | Сенюхино              | деревня          | 32               | Левобережное              | Ровенский      |
| 138 | Сергеевка             | деревня          | 23               | Правобережное             | Кураковский    |
| 139 | Сестрики              | посёлок          | ↘225             | Правобережное             | Кураковский    |
| 140 | Скорятино             | деревня          | 4                | Левобережное              | Ивановский     |
| 141 | Скрылево              | деревня          | 11               | Левобережное              | Давыдовский    |
| 142 | Слобода               | деревня          | ↘120             | Левобережное              | Слободской     |
| 143 | Слобода               | деревня          | 21               | Левобережное              | Таратухинский  |
| 144 | Слободка              | деревня          | 4                | Правобережное             | Богдановский   |
| 145 | Сныхово               | село             | 33               | Левобережное              | Ивановский     |
| 146 | Совхозный             | посёлок          | ↗106             | Левобережное              | Бобриковский   |
| 147 | Старая Велична        | деревня          | 62               | Правобережное             | Кожуровский    |
| 148 | Старое Алопово        | деревня          | 16               | Правобережное             | Кожуровский    |
| 149 | Староселье            | деревня          | 1                | Левобережное              | Ивановский     |
| 150 | Сторонка              | деревня          | 0                | Левобережное              | Ровенский      |
| 151 | Стрешнево             | деревня          | 0                | Правобережное             | Богдановский   |
| 152 | Сухочево              | деревня          | 29               | Левобережное              | Таратухинский  |
| 153 | Сытичи                | деревня          | 0                | Левобережное              | Жуковский      |
| 154 | Таратухино            | деревня          | ↘208             | Левобережное              | Таратухинский  |
| 155 | Темрянь               | село             | 0                | Правобережное             | Кожуровский    |
| 156 | Теремец               | деревня          | 3                | Правобережное             | Беляевский     |
| 157 | Толстовский           | посёлок          | 8                | Левобережное              | Давыдовский    |
| 158 | Тутово                | деревня          | 2                | Правобережное             | Кожуровский    |
| 159 | Умрышенки             | деревня          | 0                | Левобережное              | Жуковский      |
| 160 | Уткино                | деревня          | 23               | Левобережное              | Бобриковский   |
| 161 | Фатьяново             | деревня          | 45               | Левобережное              | Мишенский      |
| 162 | Фединское             | деревня          | ↘177             | Левобережное              | Мишенский      |
| 163 | Федящево              | деревня          | 1                | Правобережное             | Беляевский     |
| 164 | Ходыкино              | деревня          | 13               | Левобережное              | Жуковский      |
| 165 | Холм                  | посёлок          | 0                | Левобережное              | Слободской     |
| 166 | Хрящ                  | посёлок          | 3                | Левобережное              | Ивановский     |
| 167 | Чермошна              | деревня          | 9                | Левобережное              | Слободской     |
| 168 | Черногрязка           | деревня          | 29               | Правобережное             | Беляевский     |
| 169 | Шамордино             | деревня          | 0                | Левобережное              | Новодолецкий   |
| 170 | Шишкино               | деревня          | 32               | Левобережное              | Таратухинский  |
| 171 | Юшково                | деревня          | 20               | Правобережное             | Беляевский     |

### Исчезнувшие населённые пункты
- 1986 год — п. Ретюньский, дер. Хорлятино Березовского сельсовета, п. Лазы, с. Воротцы, дер. Бабынино Богдановского сельсовета, дер. Долбилово Жуковского сельсовета, дер. Бедринцы Новодолецкого сельсовета[45].
- Посёлок Ровенский (240 жителей по переписи 2002 года[38] и деревня Ровно (89 жителей по переписи 2002 года[38]) объединены в посёлок Ровно в 2000-е годы.
- Село Старые Дольцы

## Местное самоуправление
Собрание представителей муниципального образования Белёвский район состоит из 15 депутатов. Собрание представителей муниципального образования Белёвский район формируется из глав поселений, входящих в состав муниципального образования Белёвский район и из депутатов поселений из своего состава в соответствии с равной независимо от численности населения поселения нормой представительства, которая составляет 4 депутата от каждого поселения. Срок полномочий Собрания представителей муниципального образования Белёвский район соответствует сроку полномочий депутатов поселений и составляет 5 лет. Глава администрации муниципального образования Белёвский район назначается по контракту на 5 лет. Все депутаты Собрания представителей муниципального образования Белёвский район 7-го созыва являются членами партии «Единая Россия».
В структуру Собрания представителей входят комиссия по бюджетно-финансовым вопросам, экономической политике и муниципальной собственности, комиссия по жилищно-коммунальному хозяйству, строительству, благоустройству и иным вопросам обеспечения жизнедеятельности населения, комиссия по вопросам социального развития муниципального образования и мандатная комиссия.
Высшим должностным лицом муниципального образования Белевский район является глава муниципального образования, который избирается Собранием представителей из своего состава на срок полномочий Собрания представителей действующего созыва. Глава муниципального образования исполняет полномочия председателя Собрания представителей. С 22 сентября 2023 года эту должность занимает Михаил Иванович Бочаров.
Администрация муниципального образования Белёвский район является исполнительно-распорядительным органом местного самоуправления, наделенным собственными полномочиями по решению вопросов местного значения и полномочиями для осуществления отдельных государственных полномочий. Главой Администрации является лицо, назначаемое на должность главы Администрации муниципального образования Белёвский район по контракту, заключаемому по результатам конкурса на замещение указанной должности. С 26 января 2021 года эту должность занимает Наталья Николаевна Егорова.
Контрольно-счетная палата муниципального образования Белевский район является постоянно действующим органом внешнего муниципального финансового контроля, создана решением Собрания представителей в 2006 году. Контрольно-счетная палата осуществляет свою деятельность в целях контроля исполнения доходных и расходных статей местного бюджета, контроля в сфере аудита в сфере закупок для муниципальных нужд и других финансовых вопросов.

## Официальная символика
Официальными символами Белёвского района являются герб и флаг, разработанные в соответствии с требованиями федерального законодательства и геральдическими правилами, прошедшие государственную регистрацию в установленном порядке.
16 мая 2005 года Решением Земского собрания Белёвского района исторический герб Белёва 1778 года стал официальным символом муниципального образования Белёвский район, и внесён в Государственный геральдический регистр под регистрационным номером 942. Реконструкция исторического герба Белёва была произведена при содействии «Союза геральдистов России». Официальное описание герба:

В лазоревом (синем, голубом) поле золотой ячменный сноп, охваченный червлёным (красным) пламенем.
Золото символизирует богатство, справедливость, уважение, великодушие. Красный цвет в геральдике символизирует труд, жизнеутверждающую силу, мужество, праздник, красоту. Голубой цвет в геральдике — символ чести, славы, преданности, истины, красоты, добродетели и чистого неба.
Флаг Белёвского район составлен на основании существующего герба в соответствии с правилами и традициями геральдики. Флаг отражает исторические, культурные, социально-экономические, национальные и другие местные особенности. Он представляет собой прямоугольное полотнище голубого цвета, несущее в центре изображение герба Белёвского района: жёлтого ячменного снопа, охваченного красным пламенем.
Согласно положению, флаг Белевского района должен быть постоянно поднят на зданиях органов местного самоуправления, предприятий, учреждений и организаций, находящихся в муниципальной собственности, а также на зданиях официальных представительств Белевского района за его пределами.

## Экономика
В 2022 году поступлений доходов в бюджет муниципального образования составило 588 295,9 тысяч руб., что выше уровня поступлений 2021 года (518 424,9 тысяч руб.). За 2020 год доля налоговых и неналоговых доходов составила 27,7 % в общем объёме собственных доходов бюджета, в 2021 году — 35,3 % , в 2022 году — 41,4 %.
На начало 2023 года хозяйственную деятельность в Белёвском районе осуществляли 583 хозяйствующих субъекта, из которых 480 индивидуальных предпринимателей, 103 малых и средних предприятий. За 2022 год в консолидированный бюджет муниципального образования Белёвский район поступление налогов от малого и среднего бизнеса увеличилось на 35,8 % и составило 31,1 млн рублей по сравнению с 2021 годом (22,9 млн рублей).
На территории муниципального образования Белевский район в 2022 году осуществляли свою деятельность 6 сельскохозяйственных предприятий: ООО «Алтухово», ООО «Белевские овощи», ООО «Экофрукт», ООО «Тулагропродукт», ООО «БелЮнионАгроКорпорейшн» и ООО «Урожай». Действуют охотничьи хозяйства. В деревне Мощёны частный фермер занимается разведением страусов. В деревне Козино жители имеют коневодческое хозяйство.
Среднемесячная номинальная начисленная заработная плата работников крупных и средних предприятий и некоммерческих организаций муниципального образования в 2021 году составила 38158,5 руб.
Общая площадь жилых помещений, приходящаяся в среднем на одного жителя, в 2022 года увеличилась на 0,9 м² и составляет 34,4 м². На начало 2022 года в районе была 1731 семья или 3379 человек состоящих на учёте в качестве нуждающегося в жилых помещениях.

## Жилищно-коммунальное хозяйство
В Белёвском районе предоставлением жилищно-коммунальных услуг занимаются 4 организаций: МУП «Белёвское коммунальное хозяйство», ООО «ЭнергоГазИнвест-Тула», ООО «Газпром межрегионгаз Тула» и АО «ТНС энерго Тула».
Холодное водоснабжение населения Белёвского района осуществляется из подземных источников питьевого водоснабжения (артезианских скважин). Доля населения района, обеспеченного качественной питьевой водой из систем централизованного водоснабжения составляет 80,42 %. Согласно данным лабораторных исследований за 2022 год, удельный вес несоответствующих проб питьевой воды в разводящих сетях по санитарно-химическим показателям в районе составил 24,5 %. Отклонения качества питьевой воды в отдельных населенных пунктах регистрировались, в основном, по содержанию солей железа, общей жесткости, общей минерализации, что обусловлено природным качеством воды эксплуатируемых водоносных горизонтов.

## Транспорт
Из райцентра ходят автобусы на Москву, Орел, Тулу, Суворов. Ежедневно ходят рейсовые автобусы на д. Кочерово, д. Будоговищи, д. Богданово, и др. В 2022 году доля населения, проживающего в населенных пунктах, не имеющих регулярного автобусного и (или) железнодорожного сообщения с административным центром составляла 1,4 %.
В пределах района проходит железнодорожная магистраль «Сухиничи — Белёв — Горбачево», автомобильная дорога федерального значения «Калуга-Перемышль — Белёв — Орёл», дороги территориального значения «Тула-Белёв», 24 дороги, связывающие районный центр с сельскими поселениями. Общая протяженность автомобильных дорог Белёвского района составляет 473,511 км, из которых: федерального значения — 51,153 км, регионального и межмуниципального значения — 152,458 км, муниципальные — 269,9 км.

## Социальная сфера

### Образование
В сфере образования функционируют 14 средних общеобразовательных школ (в городе Белёве, посёлках Ровно и Бобрики, сёлах Болото и Жуково, деревнях Кураково, Берёзово, Иваново, Будоговищи, Новая Велична и Зубково), 3 дошкольных образовательных учреждений (детских садов) и 2 учреждения дополнительного образования: Дом детского творчества и Детско-юношеская спортивная школа.

### Культура
Сеть учреждений культуры представлена Белёвским центром развития культуры и туризма, в котором имеется кинотеатр, и шесть структурных подразделений (сельские дома культуры и клубы); Белёвской межпоселенческой библиотекой, в которую входят центральная и детская библиотеки, девять сельских библиотек-филиалов; Белёвской детской школой искусств; Белёвским районным художественно-краеведческим музеем имени П. В. Жуковского.

### Спорт
На территории Белёвского района действуют 23 спортивных сооружений, среди которых спортивные залы, спортивные площадки, хоккейные коробки, футбольное поле и плавательный бассейн. Организация физкультурно-оздоровительной работы строится в основном через проведение спортивных мероприятий. Доля населения, систематически занимающегося физической культурой и спортом, в 2022 году увеличилась на 6,9 % по сравнению с 2021 годом и составила 55,6 %.

## Средства массовой информации
Общественно-политической газетой Белёвского района является газета «Белёвская правда», которая освещает работу органов местного самоуправления, социальные, экономические, культурные и спортивные новости, и издаётся еженедельно по средам. Учредителем газеты является государственное учреждение Тульской области Информационное агентство «Регион 71».

## Туризм
В 2015 году Белёвский район на основе анализа туристских ресурсов, состояния инфраструктуры и транспортной логистики в разрезе муниципальных образований Тульской области был включён территорию перспективного развития «Юго-запад». Основными направлениями туризма в районе являются культурно-познавательный, религиозный, событийный и экологический туризм. Город Белёв относится к малым историческим поселениям федерального значения.

### Культурно-познавательный
В рамках культурно-познавательного туризма функционируют ряд музеев, старейшим из которых является Белёвский районный художественно-краеведческий музей, открывшийся 1 сентября 1910 года как Музей учебно-наглядных пособий. Основу коллекции тогда составили предметы, приобретенные Белёвской земской думой на проходившей в городе сельскохозяйственной выставке и выставке учебно-наглядных пособий. Большой вклад в пополнение музейной коллекции внесла Надя Ходасевич-Леже, которая в 1968 году отправила в дар Белёвскому музею более ста копий с произведений мастеров мирового искусства, выполненных по её личному заказу. В настоящее время музей занимает 2 этажа купеческого особняка конца XIX века, и разделён на три отдела с экспозиционными залами: «История», «Художественный» и «Природа», а его основной фонд музея составляет более 18 тысяч единиц хранения.
Находящийся в Белёве фабрика-музей «Дом традиций» посвящён основным брендам города — яблочной пастиле и белёвскому кружеву, и где посетители могут ознакомиться с технологией производства этих местных промыслов. 5 мая 2017 года та территории железнодорожного вокзала Белёва был открыт Музей железнодорожной истории, который включает мемориальный комплекс «Воинский эшелон» с паровозом-памятником и вагонами с воссозданным интерьером, а также музейные экспозиции по истории Белёва и строительству станции и вокзала.
К памятникам военной истории относятся братские могилы с захоронением воинов, погибших в боях в период Великой Отечественной войны, среди которых расположенные в Белёве Курган славы и братское захоронение на площади 25 лет Октября, а также памятник погибшим железнодорожникам и военный эшелон на железнодорожной станции, и стела «Город воинской доблести».
К памятникам градостроительства относятся находящиеся в Белёве дом поэтессы Зинаиды Гиппиус (в котором она родилась в 1869 году), дом Екатерины Афанасьевны Протасовой, дом купцов Дорофеевых (в котором в 1826 году скончалась императрица Елизавета Алексеевна), дом Пастухова (1836, ампир), дом купца Рыжкова (1890), дом купца Сорокина (первая половина XIX века), двухклассное городское училище имени Василия Жуковского (1872), женское епархиальное училище (начало XX века), здание магистрата (1782), дом Черкасова с воротами (конец XIX века, эклектика), городская школа (1912, эклектика), почтовый дом (конец XVIII века), казённый винный склад, здание Белёвской уездной публичной библиотеки (1858), здание городской лечебницы (конец XIX века), дом купца Бунакова (конец XVIII – начало XIX века), флигель дома купца Прохорова (XIX век), а также ряд купеческих домов на улице Карла Маркса (вторая половина XIX века).
Село Мишенское является родина поэта Василия Андреевича Жуковского. В 1760–1780 годы при Афанасии Ивановиче Бунине, отце поэта, Мишенское было богатым поместьем с оранжереями, садами, прудами и большим липовым парком. В центре усадьбы находился большой деревянный двухэтажный дом с двумя флигелями, в
одном из которых родился Жуковский. В годы Великой Отечественной войны все усадебные строения были разрушены. В середине XX века на месте хозяйственных помещений усадьбы был построен дом культуры, в котором располагается однокомнатный музей Василия Жуковского. В 2010-е годы в Мишенском проведены работы по восстановлению парка и
сада.

### Религиозный
Белёвский район является одним из основных центров религиозного туризма в Тульской области. Старейший на территории района монастырь — Спасо-Преображенский, был основан в 1525 году на месте старого белёвского городища на средства белёвских удельных князей. На территории монастыря находятся Собор Преображения Господня (1683—1686), Алексиевская церковь (1695—1697) и церковь Введения Богородицы во Храм (1698—1700). Крестовоздвиженский Белёвский женский монастырь основан в первой четверти XVII века стараниями старицы Марфы Палицыной. Монахини этого монастыря способствовали зарождению белёвского кружева как промысла в XVII веке.
Введенский Макарьевский Жабынский монастырь был основан старцем Онуфрием в 1585 году при царе Фёдоре Иоанновиче. В конце XVI — начале XVII века обитель регулярно разорялась от набегов крымских татар и литовцев. Восстановлением монастыря занялся священно-инок Макарием, который стал именоваться «преподобным отцом Макарием Белёвским Чудотворцем». После смерти Макария его мощи хранятся в монастырской обители, а пустынь добавила к своему названию имя «Макарьевская». На территории монастыря находится святой источник и купальня, который согласно монастырскому преданию появился в 1615 году по молитве преподобного Макария.
В Белёвском районе находятся одни из древнейших храмов Тульской области конца XVII века: церковь Николая Чудотворца в селе Николо-Гастунь (1563, 1660), церковь Покрова Пресвятой Богородицы в селе Темрянь (1667—1695), и церковь Троицы Живоначальной в селе Сныхово (1709), церковь Иоанна Златоуста в селе Бакино (конец XVII века), церковь Покрова Пресвятой Богородицы в селе Сухочево (начало XVIII века), выполненные в стиле русского узорочья.
Другие архитектурные стили церковного зодчества представлены барокко в церквях Рождества Пресвятой Богородицы в Белёве (нарышкинский стиль, 1719), Иоанна Дамаскина в селе Многополье (первая половина XVIII века), Покрова Пресвятой Богородицы в Белёве (середина XVIII века), Воскресения Словущего в селе Алтухово (1767), Успения Пресвятой Богородицы в селе Лиховищи (1768), иконы Божией Матери «Всех скорбящих Радость» в селе Вязовна (1770), Николая Чудотворца в селе Болото (1781), Петра и Павла в Белёве (1782), Троицы Живоначальной в Белёве (1785), классицизмом в церквях Илии Пророка в селе Жуково (1790), Введения во храм Пресвятой Богородицы в урочище Воротцы (1814), Вознесения Господня в Белёве (1818), Благовещения Пресвятой Богородицы в селе Ильино (1822), неовизантийским стиль в церкви Богоявления Господня в урочище Погорелое (1880), и эклектикой в часовне Александра Невского в селе Будоговищи (1881), церкви Николая Чудотворца в Белёве (1869).

### Событийный
Каждый август в городе Белёве проходит гастрономический фестиваль «Яблочное чудо», в рамках которого организуется выставка-продажа яблок и продукции на их основе, дегустация пастилы разных производителей, а также образовательная программа для садоводов, мастер-классы, игры и конкурсы.
На территории Белёвского Спасо-Преображенского монастыря ежегодно в августе проходит фестиваль колокольного звона «Белёвский перезвон». Для гостей фестиваля проводятся мастер-классы по колокольному искусству, батике и интерьерной кукле, а также организуются выставки-продажи предметов народного творчества.

### Экологический
Природными объектами на территории района являются поселение среднего бронзового века фатьяновской культуры с находками сверленых коротколопастных топоров в селе Погорелое; городище Федяшево; озеро карстового происхождения Жупень на правом берегу верхнего течения Оки у села Сныхово, на берегу которого находятся селища мощинской культуры балтов и роменской культуры ранних славян; Сергеевский лес с большим количеством локальных и уязвимых, в том числе красно-книжных насекомых, а также редким для области и для России видами грибов; водопад «Гремячий» — сероводородный источник в деревне Каменка, куда любил приезжать Василий Жуковский; Сныховский камень, хранящийся в Белёвском краеведческом музее, с изображением какого-то водоплавающего животного (вероятно бобра), относящийся к периоду неолита-энеолита и датированный в предварительном плане 3-2 тысячелетием до нашей эры; 270-летний дуб черешчатый в Белёвском парке культуры и отдыха, внесённый в национальный реестр старовозрастных деревьев России.